# Инакомыслие

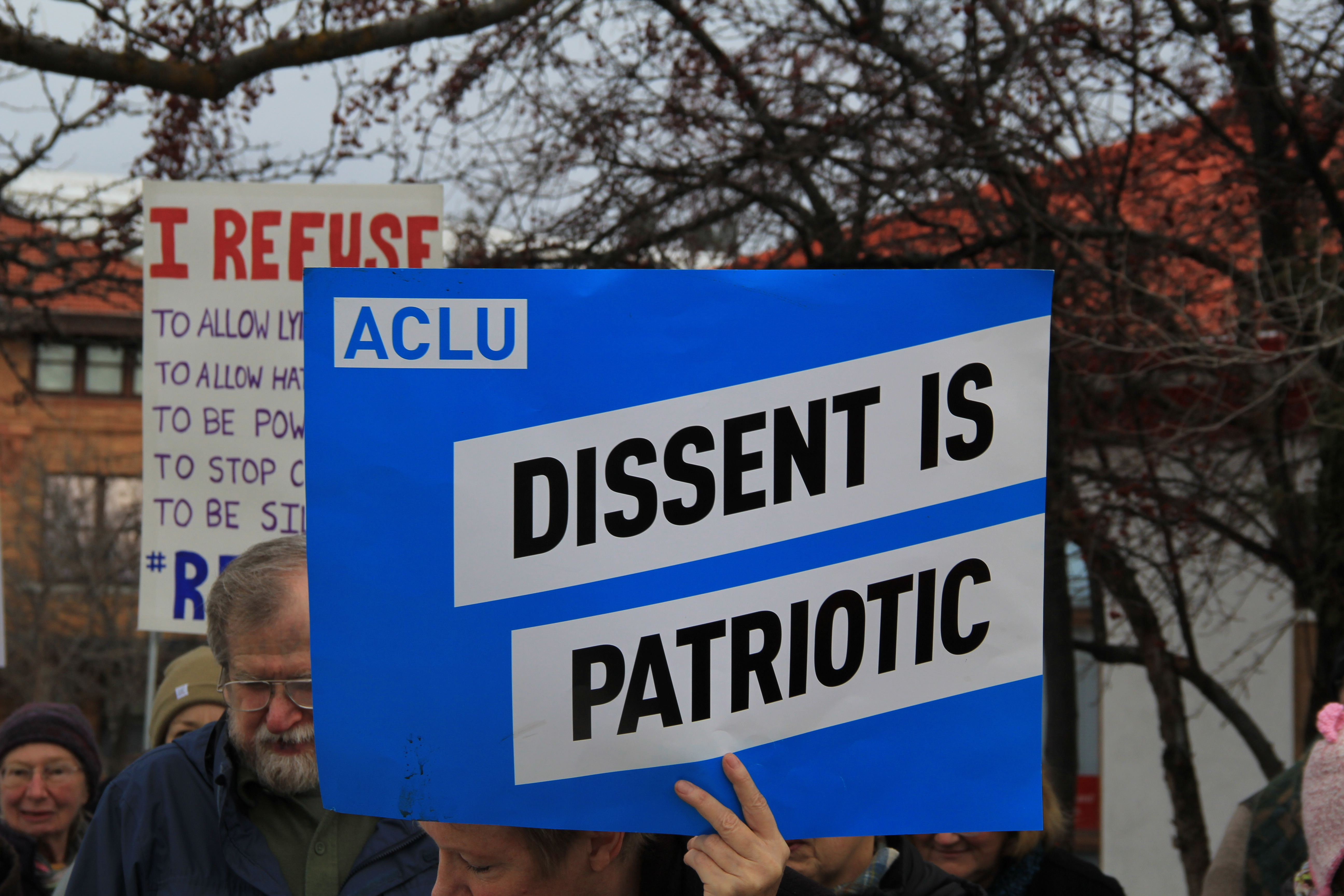
Инакомыслие патриотично, плакат Американского союза защиты гражданских свобод на женской демонстрации в Монтане, в 2018 году

Инакомы́слие — суждение в области морали или общественной жизни, отличающееся от принятого в обществе или коллективе или насаждаемого государством, а также открытое отстаивание данного суждения. Понятию инакомыслия близко понятие свободомыслие.
Инакомы́слящий — человек, выражающий подобного рода мнения, также может именоваться диссидентом. 
В тоталитарных, авторитарных, государствах, а в некоторых случаях, и в демократических общественных структурах, инакомыслие преследуется. Меры наказания варьируются от самых жестоких (пытки, убийство) до относительно мягких (общественное порицание, бойкот, остракизм, административное наказание).